# فهمي السلفيتي
فهمي السلفيتي واسمه الحقيقي فهمي سليم عواد (أبو سليم؛ 1923 – 1 فبراير 1977) سياسي فلسطيني، من شخصيات الاتجاه اليساري في الحركة الوطنية الفلسطينية، وهو أحد مؤسسي الحزب الشيوعي في الأردن وفلسطين، ومن قيادات عصبة التحرر الوطني الفلسطيني في الضفة الغربية، والأمين العام الأسبق للحزب الشيوعي الأردني.

## سيرته
وُلِدَ فهمي سليم عواد في سلفيت عام 1923. انضم في مطلع شبابه لعصبة التحرر الوطني الفلسطيني، وكان يملك مقهًا في سلفيت جعله مكانًا للقاء أعضاء العصـبة، فطاردته السلطات مما اضطره للهروب من سلفيت وممارسة نشاطه السياسي بشكلٍ سري.
بعد مُلاحقة السلطات الأردنية لفؤاد نصار وإبعاده عام 1957، قاد السلفيتي الحزب الشيوعي الأردني وأصبح أمينًا عامًا له.

## وفاته
تُوفي فهمي السلفيتي مساء يوم 1 فبراير 1977 في العاصمة الأردنية عمان إثر نوبةٍ قلبية حادة لم تمهله طويلًا وشُيع جثمانه في عمان ودفن فيها، وقد نعاه عددٌ من السياسيين الفلسطينيين كان منهم السياسي الفلسطيني ورئيس بلدية طولكرم حلمي حنون.

## وصلات خارجية
- فهمي السلفيتي